# Wilhelm Britzelmayr
Wilhelm Albert Max Britzelmayr (* 27. August 1892 in Passau; † 1970) war ein deutscher Bankdirektor, Volkswirt, Logiker und Hochschullehrer.

## Leben
Britzelmayr diente von 1914 bis 1919 als Berufsoffizier. Danach arbeitete er als Landwirt. Ab 1925 studierte er Volkswirtschaftslehre an der Ludwig-Maximilians-Universität München, wo er 1928 den Abschluss Diplom-Volkswirt erlangte und 1929 mit der Dissertation Vermögenssteuer oder Nachlaßsteuer? zum Dr. oec. publ. promovierte. Anschließend war er im Bankgewerbe und der wissenschaftlichen Forschung tätig. Im Jahre 1942 wurde er Direktor der Süddeutschen Bodencreditbank in München, die später in der Hypo Real Estate aufgegangen ist.
Nach Ende des Zweiten Weltkrieges gründete Britzelmayr in München eine Einrichtung für logistische Forschungen, die mit der Logikschule von Heinrich Scholz in Verbindung stand und ab 1947 Logik-Kolloquien veranstaltete, auf denen u. a. Georgi Schischkoff, Ulrich Klug und Kurt Schilling vortrugen. Auf Vorschlag von Aloys Wenzl erhielt Britzelmayr an der LMU 1947 einen Lehrauftrag für Logistik. Im Wintersemester 1948/49 ermöglichte Britzelmayr in seinem Kolloquium für formale Logik dem Computerpionier Konrad Zuse über dessen angewandte Logik und die erste Programmiersprache Plankalkül vorzutragen. Anfang 1949 wurde Britzelmayrs Lehrauftrag in eine Honorarprofessur und 1956 schließlich in eine ordentliche Professur umgewandelt. Er war Mitherausgeber von Orbis academicus, dem Archiv für Mathematik, der Logik und Grundlagenforschung und von Erfahrung und Denken. Im Jahre 1958 setzte er die Berufung von Wolfgang Stegmüller durch. Ab 1962 hieß sein Lehrgebiet Logik und Grundlagenforschung.
Britzelmayr legte das Fundament für die Münchner Logikschule, zu der u. a. Max Drömmer, Franz von Kutschera und auch Walter Hoering und Wilhelm K. Essler, die bei ihm promovierten, gehören. 1968 wurde er emeritiert.
Britzelmayr war auch als Landesarbeitsrichter am Landesarbeitsgericht München und als Amateur-Astronom tätig. Er war verheiratet und hatte ein Kind (Stand 1955).

## Publikationen
- Vermögenssteuer oder Nachlaßsteuer? Eine Forschung über die Methoden der gleichmäßigen Erfassung des fundierten und unfundierten Einkommens, Dissertation, 1930.
- Über die älteste formale Logik in deutscher Sprache. In: Zeitschrift für Philosophische Forschung 2, 1947.
- Interpretation von Kalkülen. In: Synthese 7, 1948/49.